# 石垣守一
石垣 守一（いしがき もりいち、1928年4月8日 - 没年不明）は、日本の俳優。北海道和寒町出身。本名は中塩 幸雄。

## 略歴
1935年、和寒町立和寒小学校に入学し、6年生時に歌志内市に転居。
1951年、東洋大学経済学部経済科に入学。大学在学中から演劇サークルで活動しながら演劇学校で演技を学ぶ。大学卒業後の1956年4月、劇団手織座に入団。1962年12月、『どん底』のクレーシチ役で劇団演技賞を受賞した。
劇団では総務と制作を担当し幹部俳優として活躍した。

## 出演作品

### テレビドラマ

#### NHK
- 怒濤の中のうた声（1959年）
- 連続テレビ小説
  - 鳩子の海（1974年）
  - 春よ、来い 第一部 第78話（1994年）
- ふりむくな鶴吉 第37話「隣人」（1974年）
- 銀河テレビ小説（NHK）
  - ドラマでつづる昭和シリーズ2 青春（1975年） - 橋爪
  - 愛さずにはいられない 第1話（1980年）
- 大河ドラマ
  - 花神 第24話「奇兵隊」（1977年） - 弥兵衛
  - 黄金の日日（1978年） - 足軽組頭
  - 毛利元就（1997年） - 薬師
- 男たちの旅路 第4部 第1話「流氷」（1979年）
- 憲法はまだか 第2話（1996年）

#### 日本テレビ
- 夫婦百景 第45話「頓馬夫婦」（1959年）
- 人生うらおもて 第28話「べったら漬」（1961年）
- 無用ノ介 第4話「無用ノ介・将棋・無用ノ介」（1969年） - 町人
- 右門捕物帖 第1話「右門登場」（1969年）
- 弥次喜多隠密道中 第20話「危うし! 越前」（1972年）
- 月曜スター劇場 / あの橋の畔で 第15話「真実をもとめて」（1972年）
- 伝七捕物帳 第44話「忍ぶ涙の男伊達」（1974年） - 政吉
- 丹下左膳 こけ猿の壷篇（1974年）
- 長崎犯科帳 第22話「子の刻心中」（1975年）
- 火曜サスペンス劇場 / 殺意の通路（1991年）

#### TBS
- 月曜日の男
  - 第4話「ワンス・モア・プリーズ」（1961年）
  - 第22話「死者は眠らない」（1962年）
- 七人の刑事
  - 第1シーズン 第15話「黒い疑惑」（1962年）
  - 第3シーズン 第3話「ブルートレインはふるさと行」（1978年）
- 花王ファミリー劇場 / 純愛シリーズ 第32話「確証」（1962年）
- おかあさん 第2シリーズ 第154話「もっこくの花」（1962年）
- いまに見ておれ 第7話（1964年）
- チャコちゃんシリーズ→ケンちゃんシリーズ
  - チャコねえちゃん 第16話「ババぬきなんていや」（1967年）
  - ジャンケンケンちゃん 第11話「こわいものは?」（1969年）
- 渥美清の泣いてたまるか 第50話「先生海で溺れる」（1967年）
- 木下恵介・人間の歌シリーズ / 俄－浪華遊侠伝－ 第5話（1970年）
- ブラザー劇場 / 刑事くん 第1部 第7話「ドタ靴ポルカ」（1971年）
- 天皇の世紀（第1部） 第11話「決起」（1971年）
- ナショナル劇場 / 大岡越前 第4部 第10話「大江戸無法地帯」（1974年） - 言問の政五郎
- Gメン'75 第57話「刑法第十一条 絞首刑・その後」（1976年）
- 花王 愛の劇場
  - 北の宿から（1979年）
  - 流れる星は生きている（1982年）
- 月曜ドラマスペシャル / 弁護士芸者のお座敷事件簿 第3作「伊香保温泉・榛名湖連続殺人!!」（1998年）

#### フジテレビ
- 第7の男 第12話「踊り出したジョーカー」（1965年）
- 三匹の侍 第6シリーズ 第4話「さらば愛しき女よ」（1968年）
- 旗本退屈男 第15話「かんざし仇討ち」（1971年） - 塩月喜八郎
- おらんだ左近事件帖
  - 第10話「お福が泣いている」（1971年） - 儀一
  - 第23話「じゃがたら人形」（1972年） - 宇之吉
- 木曽街道いそぎ旅 第13話「如何様（いかさま）峠の女」（1973年） - 大鍋の安五郎
- 戦国ロック はぐれ牙 第3話「怨みの館に火を掛けろ」（1973年）
- 八州犯科帳 第4話「小舟に棹さす女」（1974年）
- 特捜記者 犯罪を追え 第15話「愛の終る時」（1974年）
- 新宿警察 第18話「お茶汲み刑事」（1976年）
- 江戸の旋風
  - 同心部屋御用帳 江戸の旋風II
    - 第8話「下町娘と若浪人」（1976年）
    - 第31話「逆恨みの果て」（1976年）
    - 第41話「盗人の仁義」（1977年）

  - 同心部屋御用帳 新・江戸の旋風 第16話「殺しを見たこねずみ」（1980年）
- ご存知!女ねずみ小僧 第12話「口笛が帰ってきた」（1977年） - 乾権之丞
- 大空港 第10話「男たちの詩」（1978年）
- 同心暁蘭之介 第29話「死の花嫁行列」（1982年）

#### テレビ朝日
- 戦友 第26話「黄塵の彼方へ」（1964年）
- 特別機動捜査隊
  - 第307話「海に生きる」（1967年）
  - 第385話「ブルーボーイ」（1969年） - 加納
  - 第443話「桃色の報酬」（1970年） - 吉富
  - 第463話「黒い遺言状」（1970年） - 堀田
  - 第511話「黒い血」（1971年） - 木こり
  - 第762話「若き十七才哀歌」（1976年） - 徳武隆造
  - 第793話「季節労働者哀歌」（1977年） -
- 霧のロマン 小樽の女（1969年）
- 五番目の刑事 第20話「爪をとぐ狼」（1970年） - 人夫頭
- 鬼平犯科帳 (松本幸四郎) 第1シリーズ 第48話「密通」（1970年） - 孫蔵
- 仮面ライダー 第57話「土ぐも男ドクモンド」（1972年） - 病院長[4]
- 非情のライセンス 第1シリーズ 第17話「兇悪の友」（1973年） - 角塚
- 新・荒野の素浪人 第4話「無頼の掟」（1974年）
- 旗本退屈男 第18話「宝の山に迷った奴」（1974年）
- 右門捕物帖 第10話「真実」（1974年）
- 破れ傘刀舟悪人狩り
  - 第46話「鞭を振る女」（1975年） - 政蔵
  - 第76話「帰らざる烙印」（1976年）
- 半七捕物帳 第9話「蟹のお角」（1979年）
- 特捜最前線 第359話、第360話「哀・弾丸・愛 7人の刑事たち」（1984年） - 高杉正雄
- 土曜ワイド劇場 / 探偵事務所 第1作「依頼人が消えていく…」（1994年） - マンション管理人

#### 東京12チャンネル
- 高校教師 第9話「墓場にパーティーはない」（1974年）
- 大江戸捜査網 第3シリーズ 第102話「流転の女」（1975年）

### 舞台
- 劇団手織座第二十回公演「落日の涯 -長谷川利行の半生」（1967年、劇団手織座） - 主演・長谷川利行
- 天日燦として（1976年、劇団手織座）
- 劇団手織座第90回公演「かあちゃん」（2009年、劇団手織座）
- 劇団手織座第93回公演「季節のない街」（2010年、劇団手織座）